# Decatur (álbum)
Decatur é o quinto álbum de estúdio do grupo de rock experimental e música eletrônica Silver Apples, possui uma única música, a faixa título.

## Faixas
1. "Decatur" (Silver Apples) - 42:10

## Créditos
- Greg Chapman: Liner notes.
- Michael Lerner: Percussão.
- Simeon: Teclados, Oscilador.
- Tim Smith: Produção, Engenharia de som, Masterização.